# Distretto di Tighennif
Il distretto di Tighennif è un distretto della Provincia di Mascara, in Algeria.

## Comuni
Il distretto di Tighennif comprende 3 comuni:
- Tighennif
- Sidi Kada
- Sehailia